# Corliss Lamont
Corliss Lamont (Englewood, New Jersey, 28 de marzo de 1902 - 26 de abril de 1995, Ossining) fue un filósofo socialista, abogado de varias causas de izquierda y de libertades civiles. Sus padres fueron el banquero Thomas W. Lamont y su esposa, Florence Haskell Corliss. Su hermano Thomas Stilwell Lamont fue banquero como su padre.
Como parte de sus actividades políticas fue el director del National Council of American-Soviet Friendship desde principios de los años 1940. Fue tío abuelo de Ned Lamont, gobernador de Connecticut que antes fue nominado para el Senado de Estados Unidos por el Partido Demócrata

## Activismo
Marxista y socialista, durante la década de 1930 era abiertamente marxista, aunque en 1934 afirmó que no aceptaba la política de la mentira a las masas practicada por los partidos comunistas cuando gobernaba Stalin.
Autor prolífico, escribió 16 libros, docenas de panfletos y miles de cartas a periódicos sobre temas sociales significativos durante larga campaña por la paz y los derechos civiles. En 1935 publicó The Illusion of Immortality, revisión de su tesis doctoral. Su obra más famosa fue el libro de 1949 The Philosophy of Humanism.